# 식품 첨가물

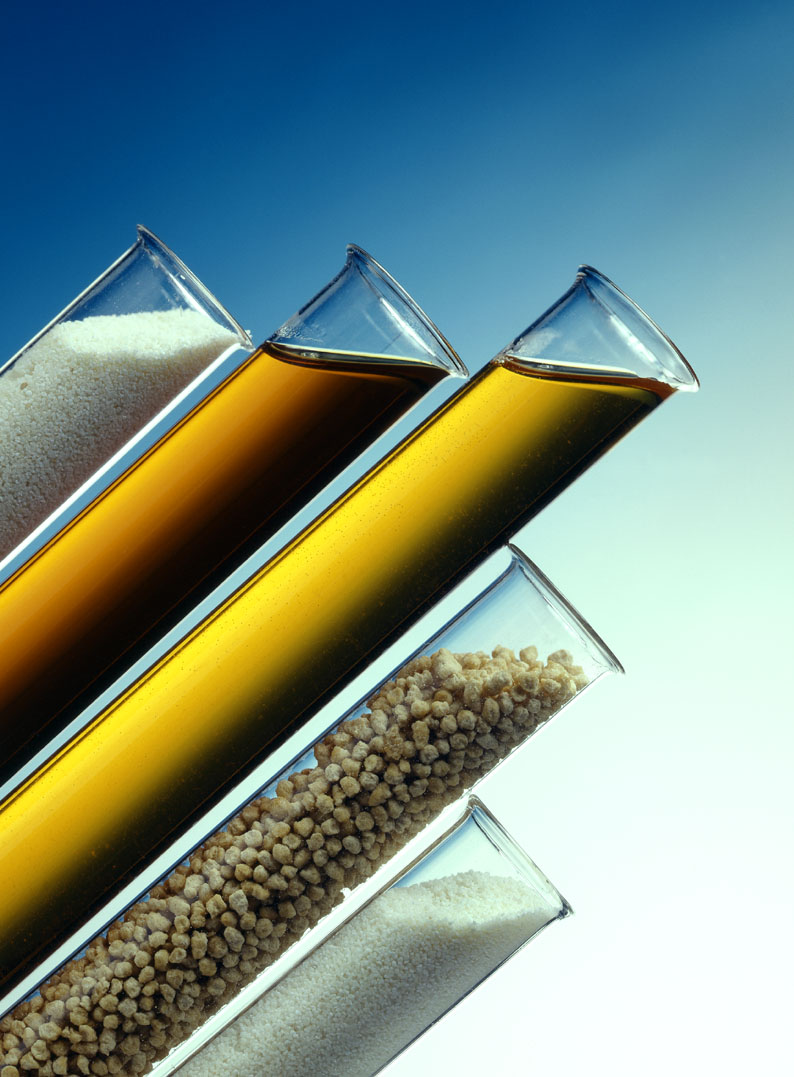
식품 첨가물

식품첨가물(食品添加物, 영어: food additive)이란 가공식품에 특별한 목적을 가지고 사용되는 것으로서 각 첨가물별로 용도가 정해져 있다. 식품의 제조 · 가공 중에 사용되는 첨가물은 보통 특정하게 한 가지 용도로만 사용되기 보다는 대부분 복합적인 목적으로 사용되는 것이 일반적이다. 각 국가에서는 식품첨가물의 일반적인 특성 범위에 따라 첨가물의 용도를 지정하는 범위가 조금씩 상이하다.
현행 공전상에서는 용도 분류보다는 화학적합성품, 천연첨가물, 혼합제제로 분류하고 있지만 Codex에서는 기술적 목적에 따라 23용도로 분류하고 있다. 이중 보존료는 “미생물에 의한 오염으로부터 식품을 보호하여 저장기간을 연장시키는 것”으로 정의되어 있으며 이에는 향균제, 항미생물제, 박테리오파지조절제, 화학불입제/와인숙성제, 살균제도 포함시키고 있다.

## 정의
"식품첨가물"이란 식품을 제조ㆍ가공ㆍ조리 또는 보존하는 과정에서 감미(甘味), 착색(着色), 표백(漂白) 또는 산화방지 등을 목적으로 식품에 사용되는 물질을 말한다. 이 경우 기구(器具)ㆍ용기ㆍ포장을 살균ㆍ소독하는 데에 사용되어 간접적으로 식품으로 옮아갈 수 있는 물질을 포함한다.— 식품위생법 제2조 2항

## 식품 첨가물의 기능
- 안전성
신청된식품첨가물의 안전성을 입증 또는 확인한다.
- 사용의 기술적 필요성 및 정당성
식품첨가물의 사용목적은 다음 각호 중 어느 하나에 부합하여야 한다.
  - 식품의 품질 유지, 안정성 향상 또는 관능적 특성 개선
(다만, 식품의 특성, 본질 또는 품질을 변화시켜 소비자를 기만할 우려가 있는 경우에는 제외)
  - 식품의 영양가 유지
(다만, 일상적으로 섭취되는 식품이 아닌 경우에는 식품중의 영양가를 의도적으로 저하시키는 경우에도 정당성이 인정될 수 있음)
  - 특정 식사를 필요로 하는 소비자를 위한 식품에 필요한 원료 또는 성분을 공급
(다만, 질병치료 및 기타 의료효과를 목적으로 하는 경우는 제외)
  - 식품의 제조, 가공, 저장, 처리의 보조적 역할
(다만, 식품의 제조, 가공과정 중 결함 있는 원재료나 비위생적인 제조방법을 은폐할 목적으로 사용되는 경우는 제외)

## 식품 첨가물의 종류[1]
- 보존료(방부제) Preservative

미생물의 증식에 의한 부패나 변질을 방지하여 저장기간을 늘리는 식품첨가물을 뜻한다. 소르빈산, 안식향산 등이 여기에 속한다.
- 산도조절제 (Acidity regulator)

식품의 산도 또는 알칼리도를 조절하는 식품첨가물
- 고결방지제 (Anticaking agent)

식품의 구성성분이 흡착되지 않게 하는 식품첨가물
- 소포제 (Antifoaming agent)

거품 생성을 방지하거나 감소시키는 식품첨가물
- 산화방지제 (Antioxidant)

산화로 인한 식품품질 저하를 방지하여 식품의 저장기간을 연장시키는 식품첨가물
- 표백제 (Bleaching agent)

식품의 색을 제거하기 위해 사용되는 식품첨가물
- 증량제 (Bulking agent)

유효한 에너지 발생 없이 식품의 증량에 기여하는 식품첨가물
- 탄산제 (Carbonating agent)

식품에 탄산을 부여하기 위해 사용되는 식품첨가물
- 희석제 (Carrier)

식품첨가물 또는 영양강화제를 용해, 희석, 분산 또는 물리적으로 변형시키기 위해 사용되는 식품첨가물
- 착색료 (Color)

식품에 색소를 부여하거나 복원하는데 사용되는 식품첨가물
- 색소유지제 (Color retention agent)

식품의 색소를 유지 및 강화시키는데 사용되는 식품첨가물
- 유화제 (Emulsifier)

식품에 두 개 또는 그 이상의 상(phase)을 일정한 에멀전(유탁액) 형태로 만드는 식품첨가물
- 유화제염류 (Emulsifying salt)

가공식품 제조 시 지방이 분리되는 것을 방지하기 위해 단백질을 재배열하는데 사용되는 식품첨가물
- 고결제 (Firming agent)

겔을 형성하거나 강화시키는 겔화제와 상호작용하거나 과일이나 채소의 조직을 견고하게 유지되도록 하는 식품첨가물
- 향미증진제 (Flavor enhancer)

식품의 맛이나 향미를 증진시키는 식품첨가물
- 밀가루개량제 (Flour treatment agent)

제빵의 품질이나 색을 증진시키기 위해 밀가루나 반죽에 첨가되는 식품첨가물
- 기포제 (Foaming agent)

액체 또는 고체 식품에 기포(기체성분)가 균등하게 분산되도록 하는 식품첨가물
- 겔형성제 (Gelling agent)

겔 형성으로 식품에 물성을 부여하는 식품첨가물
- 광택제 (Glazing agent)

식품의 표면에 광택을 내고 보호막을 형성하는 식품첨가물
- 습윤제 (Humectant)

식품이 대기 환경에 의해 건조되는 것을 방지하는 식품 첨가물
- 충진제 (Packaging gas)

산화나 부패로부터 식품을 보호하기 위해 식품의 제조 시 용기에 의도적으로 주입시키는 가스
- 분사제 (Propellant)

용기에서 식품을 빼내는 가스
- 팽창제 (Raising agent)

가스를 유리시켜 반죽의 부피를 증가시키는 식품첨가물
- 금속조절제 (Sequestrant)

양이온을 조절하기 위해 사용하는 식품첨가물
- 안정제 (Stabilizer)

두 개 또는 그 이상의 성분을 일정한 분산형태로 유지 하도록 하는 식품첨가물
- 감미료 (Sweetener)

식품에 단맛을 부여하는 식품첨가물
- 증점제 (Thickener)

식품의 점성을 증가시키는 식품첨가물
- 살균제 (Fungicide)

미생물을 단시간에 사멸시키기 위해 사용하는 식품첨가물
- 조미료 (Seasoning)

식품의 맛을 돋우거나 기호도를 높이기 위한 식품첨가물
- 착향료 (Flavoring Substances)

식품의 향을 강화하거나 변화시켜 식용을 증대시키고 이취를 감추기 위해 사용하는 식품첨가물
- 결착제 (binding agent)

육제품이나 수산연제품의 결착력을 증대시켜 조직감을 좋게 하고 풍미를 향상시키는 식품첨가물
- 피막제 (Coating agent)

식품의 표면에 피막을 만들어 호흡 작용을 억제함으로써 수분의 손실을 제한하여 보존기간을 늘리고 광택을 부여해 외관을 좋게 하는 식품첨가물
- 껌기초제 (gum base)

껌에 적당한 점성과 탄력성을 가지게 하여 특유의 풍미를 지니도록 하는 식품첨가물
- 추출제 (extrace)

식품 원료 물질에서 특정 성분을 추출하기 위해 사용하는 식품첨가물
- 이형제 (releasing agent)

제빵 과정에서 빵 반죽이 분할기나 틀에 달라붙지 않고 모양을 유지하도록 하는 식품첨가물

## 식품 첨가물의 용도
1. 영양가의 유지 및 향상
2. 식품의 색깔, 향의 증진
3. 제조가공시 필요
4. 맛 증진, 조직감 등의 향상
5. 식품의 부패 ․ 변질 방지

## 식품 첨가물의 사용식품
- 방부제

치즈, 초콜릿, 청량음료, 유산균음료, 칵테일, 고추장, 자장면, 버터, 마가린, 빵, 단무지, 오이지, 생선묵, 햄, 청주, 간장, 된장, 식초, 잼 등
- 감미료

청량음료, 유산균음료, 발효유, 어패류, 가공품, 간장, 된장, 식초, 잼, 과자, 빙과류 등
- 산화방지제

어패류 건제품, 어패류 염장품, 어패류 냉동품, 유지, 버터 등
- 화학조미료

과자, 통조림, 음료수, 캐러멜, 카레, 다시마, 맛소금,라면 등
- 착색제

치즈, 버터, 아이스크림, 과자류, 캔디, 소시지, 통조림고기, 푸딩 등
- 발색제

햄, 소시지, 어류 제품 등
- 팽창제

빵, 케이크 비스킷, 초콜릿 등
- 표백제

과자, 빵, 빙과류 등
- 살균제

두부, 어육제품, 햄, 소시지 등
- 산미료

청량음료, 과일통조림, 젤리, 맥주 등
- 소포제

간장, 청주, 맥주, 잼, 시럽, 젤리, 물엿, 두부 등
- 유화제

마가린, 쇼트닝, 케이크, 캐러멜, 껌, 초콜릿, 아이스크림, 비스킷, 두부, 케첩, 버터, 쿠키, 크래커 등
- 강화제

제빵용 밀가루, 코코아, 분유, 껌, 비스킷, 국수, 두부, 조제분유 등
- 추출제

빵, 케이크, 카스테라, 만두, 견과류 가공품, 아이스크림, 식물종자의 유지 추출(콩기름 등), 과실류 또는 과채류의 피막제 등
- 품질개량제

수산물통조림, 빙과, 청량음료, 야채통조림, 주스류, 청주, 햄, 소시지, 아이스크림, 면류, 치즈 등
- 양조용 첨가물

장류, 주류 등

## 식품 첨가물의 부작용
- 방부제

중추신경마비, 출혈성 위염, 간에 악영향(간경화, 간염에 위험), 발암성
- 감미료

소화기 및 콩팥 장애, 발암성
- 산화방지제

암 유발
- 화학조미료

빈속에 3~5회 이상 섭취하면 10~20분 뒤 작열감, 얼굴경련, 가슴압박, 불쾌감 2시간 지속
- 착색제

소화효소의 작용을 저지하고 간과 위 등의 장기장애를 일으키며 특히 최근에는 발암성이 주목을 끌고 있어서 식용색소에 대해서 재검토 중(특히 치약 등에도 쓰이는 타르색소), 간, 혈액, 콩팥장애, 발암성
- 발색제

해모글로빈 빈혈증, 호흡 기능 악화, 급성구토, 의식불명, 간장암 유발
- 팽창제

메트헤모글로빈빈혈증, 구토, 산독증, 식품의 비타민 파괴
- 표백제

신경염 및 순환기 장애, 위점막 자극, 기관지염, 천식 유발
- 살균제

피부염, 고환위축, 발암(유전자 파괴)
- 산미료

비만이나 식욕감퇴유발, 충치 발생, 위궤양 및 위산과다 악화, 특히 콜라의 경우, 충치와 소화불량, 위장염, 설사, 두드러기, 두통 유발
- 소포제

소화기 및 콩팥 장애, 발암성
- 유화제

피부장애, 내장세포파괴, 간 손상
- 강화제

빈속에 3~5회 이상 섭취하면 10~20분 뒤 작열감, 얼굴경련, 가슴압박, 불쾌감 2시간 지속
- 추출제

호흡기관 자극, 마취작용, 신장, 간장에 손상
- 품질개량제

혈액속의 칼슘을 침전, 칼슘, 철, 마그네슘 등의 손실, 미네랄 흡수 방해
- 양조용 첨가물

미네랄 흡수 방해, 중추신경 작용 억제하며 기능 마비

## 식품 첨가물의 규정

### 국제기구
UN 산하기관인 FAO와 WHO가 함께 관련하여 국제적으로 통일된 식품규격을 작성․제시함으로써 소비자의 건강을 보호함과 동시에 국제 무역에 있어서의 공정한 취급을 보증할 목적으로 1958년에 FAO/WHO 합동식품규격안이 제정되었으며, 제11차 FAO 총회와 제29차 WHO 집행이사회 및 FAO/WHO 합동 식품규격회의에서의 의결에 따라 1962년 식품규격위원회(Codex Alimentarius Commisson)가 설립되어 FAO/WHO 합동식품규격안을 수립하게 되었다.

### 한국
대한민국에서 식품첨가물은 1962년 이래로 식품위생법에 의하여 규제를 받고 있으며, 1966년에는 식품첨가물 공전이 제정되었다. 식품첨가물의 지정과 이의 규격기준의 작성 또한 보건사회부가 행하고 이의 사무는 위생국 식품1과와 식품2과에 속하여 있다. 첨가물의 지도와 단속은 각 시․도 보건연구소에서 제조판매는 식품감시원이 수행한다. 필요에 따라 검사대상 물질을 수거하여 검사를 의뢰하게 규정하고 있다. 또한, 식품위생에 관한 보건사회부 장관의 자문기관으로 식품위생심의회가 있는데 학계와 관련 공무원들로 구성되어 있다.

### 일본
일본은 식품위생법에 기초한 지정제도를 채택하고 있으며, 이를 보완하기 위해 일본농림규격(Japanese Agricultural Standard), 지역식품규격(mini JAS) 및 특수 영양식품규격 등이 마련되어 있다. 새로운 화학적 합성첨가물을 사용할 경우에는 후생성 공중위생국의 허가를 받아야 하며, 후생성은 고문기관인 식품위생조사회에 심의를 의뢰하여 적합성 여부를 검토하고 있다.

### 미국
미국은 1938년에 연방식품 의약품 화장품법이 처음 제정되었고 2차례의 개정을 거쳐 지금은 동법률 409조에서 식품첨가물에 관한 사항을 규제하고 있다. 현재 보건사회부 산하 식품의약국(Food and Drug Administration)에서 이 문제를 취급하고 있으며, 지정제도와 허가제도를 동시에 채택하고 있다. FDA는 일반적으로 안전하다고 인정되는 물질에 대해 GRAS(generally recognized as safe)로 분류하여 공시한 후, 수정과정을 거쳐 연방규격집(Code of Federal Regulations)에 등록하고 있다.

## 같이 보기
- 식이 보충제
- E 번호
- 식품산업
- 식품 가공
- 훈제

## 참고 문헌

### 학술지
- 안선아, 조양희, 하상도, 박기환, 윤광로, "국내 식품 보존료의 위해평가 사례 연구", 식품과학과 산업/36, 2003, 72-78, 한국식품과학회
- 趙順玉, "食品衛生에 關한 硏究", 論文集/27, 1994, 123-173, 서울 敎育大學校
- 임번삼, "세계 식품첨가물의 안전성 평가 현황", 한국식품영양과학회지/19, 1990, 468-482, 한국식품영양과학회
- 서희재, 최성희, "식이를 통한 평가방법과 공급량 평가방법을 이용한 산화방지제 일일 추정 섭취량 안전성 평가", 한국식품과학회지/42, 2010, 762-767, 韓國食品科學會
- 梁奎煥, "식품위생 및 첨가물(食品衛生ㆍ添加物)", 한국식품연구문헌총람/1973, 1973, 461-483, 한국식품과학회
- 권용관 ,최장덕, 김민식, 임호수, 장선영, 김문숙, 문귀임, 홍기형, 홍진환, 김명철, "식품첨가물 기준규격 관리", 식품과학과 산업/40, 2007, 55-60, 한국식품과학회
- 李相圭, "식품첨가물 및 향신료 (p.317-337)", 한국식품연구문헌총람/5, 1975, 317-337, 한국식품과학회
- 최성희, 원준, 박혜경, 문귀임, 김민식, 이만술, "식품첨가물 섭취량 조사", 식품과학과 산업/42, 2009, 20-27, 한국식품과학회
- 정재연, "식품첨가물의 안전관리에 관한 연구 동향", 생활과학/-, 1997, 35-39, 연세대학교 생활과학대학
- 이광원, "식품첨가물의 기능과 안전 관리", 심포지엄/2008, 2008, 57-85, 한국식품과학회
- 김영만, "식품첨가물의 안정성 제고 ( Upgrade of Safety for Food Additives )", 대한환경위생공학회지/7, 1992, 31-33, 대한환경위생공학회
- 최영심, "유화제가 탈지 대두분이 첨가된 제빵 특성에 미치는 영향", 한국조리학회지/14, 2008, 385-397, 한국조리학회
- 김영운, “윤활연구 - 소포이론 및 소포제 응용분야”, 2004, 윤활유협회보
- 문정대, "음식물 착색료 분석에 관한 연구", 論文集/11, 1970, 145-152, 釜山工業大學校
- 김희연, 김민식, "정도관리", 식품과학과 산업/36, 2003, 36-41, 한국식품과학회
- 신애자, "한국 식품첨가물의 현황", 식품과학과 산업/28, 1995, 2-7, 한국식품과학회
- 식품의약품안전청, “식품첨가물의 기준 및 규격 설정과 사용기준 개정 신청에 관한 지침”, 2010, 식품의약품안전청
- 박택규, “식품첨가물 및 안전성”, 한국식품연구문헌총람/2, 1972, 400-429
- 김일환, “한국 식품첨가물 생산 및 사용현황과 국제적 동향”,한국영양식량학회지, 제19권 5호, 1990, 519-529
- 이종석, 김영현, 김재민, 강성란, 이찬, 신재욱, 전향숙, 이옥환, “국내외 식품첨가물의 지정현황 및 관리방안”, 식품과학과 산업, 제47권 2호, 2014.6, 46-53

### 웹정보원
- 식품첨가물의 기준 및 규격 설정과 사용기준 개정 신청에 관한 지침
- 2014년 식품첨가물 용도분류

### 단행본
- 이승남, “내 가족을 위협하는 밥상의 유혹”, 2010, 경향미디어
- 아베 스카사, “인간이 만든 위대한 속임수 식품첨가물”, 2006, 국일미디어